# Centro histórico de Odesa
El centro histórico de Odesa (Ucraniano: Історичний центр Одеси) o centro de Odesa es el casco histórico declarado Patrimonio de la Humanidad en Odesa, Ucrania, desde 2023 y, actualmente, se encuentra en la lista de Sitios del Patrimonio Mundial en Peligro debido a la invasión rusa de Ucrania.

## Selección
El lugar figuraba en la lista tentativa de la UNESCO desde el 6 de enero de 2009. Fue presentado por el Ministerio de Cultura y Turismo de Ucrania, y se le asignaron los criterios I, II, III, IV y V. Sin embargo, fue reconocido como Patrimonio de la Humanidad de la UNESCO bajo un procedimiento de emergencia en enero de 2023, también fue añadido a la Lista del Patrimonio de la Humanidad en Peligro bajo los criterios II y IV.

## Descripción
El centro histórico está situado en la costa, a unos 30 kilómetros al norte del estuario del Dniéster. La ciudad fue fundada en 1794 por una decisión estratégica de Catalina la Grande de construir un puerto de aguas cálidas tras la conclusión de la guerra ruso-turca de 1787-1792. Se construyó sobre el sitio de una fortaleza turca. Al principio fue planificada por un ingeniero militar y luego se amplió durante el siglo XIX.
Odesa debe su rápido desarrollo durante el siglo XIX al éxito de su puerto, pero también a las políticas favorables de sus gobernadores y a su condición de ciudad portuaria libre desde 1819 hasta 1859. El comercio atrajo a muchas personas diversas que formaron comunidades multiétnicas y multiculturales, haciendo de Odesa una ciudad cosmopolita. Su creciente desarrollo, la riqueza que generó y su multiculturalidad influyeron en su expresión arquitectónica, legando una variedad de estilos que aún persisten en el paisaje urbano de la ciudad. Sin embargo, también se ha provocado tensiones en esta área, como una serie de acontecimientos violentos en 1821.
El centro histórico de Odesa es un sistema cuadriculado de espaciosas calles arboladas divididas en dos bloques rectangulares, cuya dirección se ajusta a la orientación de dos profundos barrancos que cortan la meseta de Odesa perpendicularmente al mar.
La ciudad se caracteriza por edificios relativamente bajos. Diseñado por renombrados arquitectos e ingenieros, muchos de ellos procedentes de Italia. Entre ellos se encuentran: 
- Teatros.
- Edificios religiosos.
- Escuelas.
- Palacios privados.
- Casas de vecindad.
- Clubes.
- Hoteles.
- Bancos.
- Centros comerciales.
- Almacenes.
- Bolsas de valores.
- Terminales.
- Edificios públicos y administrativos.

Todos estos representan tanto la diversidad de estilos arquitectónicos como todas las actividades principales de una ciudad comercial. El bulevar Prymorskyi, que se extiende a lo largo del borde de la meseta, la Escalera Potemkin que desciende hasta la orilla, el conjunto del Teatro de Ópera y Ballet de Odesa y el Palacio Real son los principales monumentos de la ciudad. Si bien la calidad urbanística y arquitectónica de Odesa se puede encontrar también en otras ciudades de los antiguos imperios ruso y austrohúngaro, Odesa ha conservado grandes áreas que reflejan su rápido y próspero desarrollo histórico en el siglo XIX, así como a una población más diversa que en muchas otras ciudades. 
Odesa, a través de su planificación urbana y su patrimonio construido, es el reflejo de muchas culturas, valores, costumbres, estructuras sociales y denominaciones, puede considerarse un testimonio de las tradiciones multiculturales y multiétnicas de las ciudades de Europa del este del siglo XIX.

## Daños durante la invasión rusa de Ucrania
El 23 de julio de 2023, Rusia lanzó un ataque nocturno con misiles durante contra Odesa, que dañó gravemente la Catedral Ortodoxa de la Transfiguración, la más grande de la ciudad. Rusia negó haber atacado la catedral. Según las autoridades, 25 monumentos arquitectónicos han sido dañados en el centro histórico de Odesa.
El 5 de noviembre de 2023, un nuevo ataque con misiles rusos dañó el Museo de Bellas Artes de Odesa y varias casas.

## Sitios

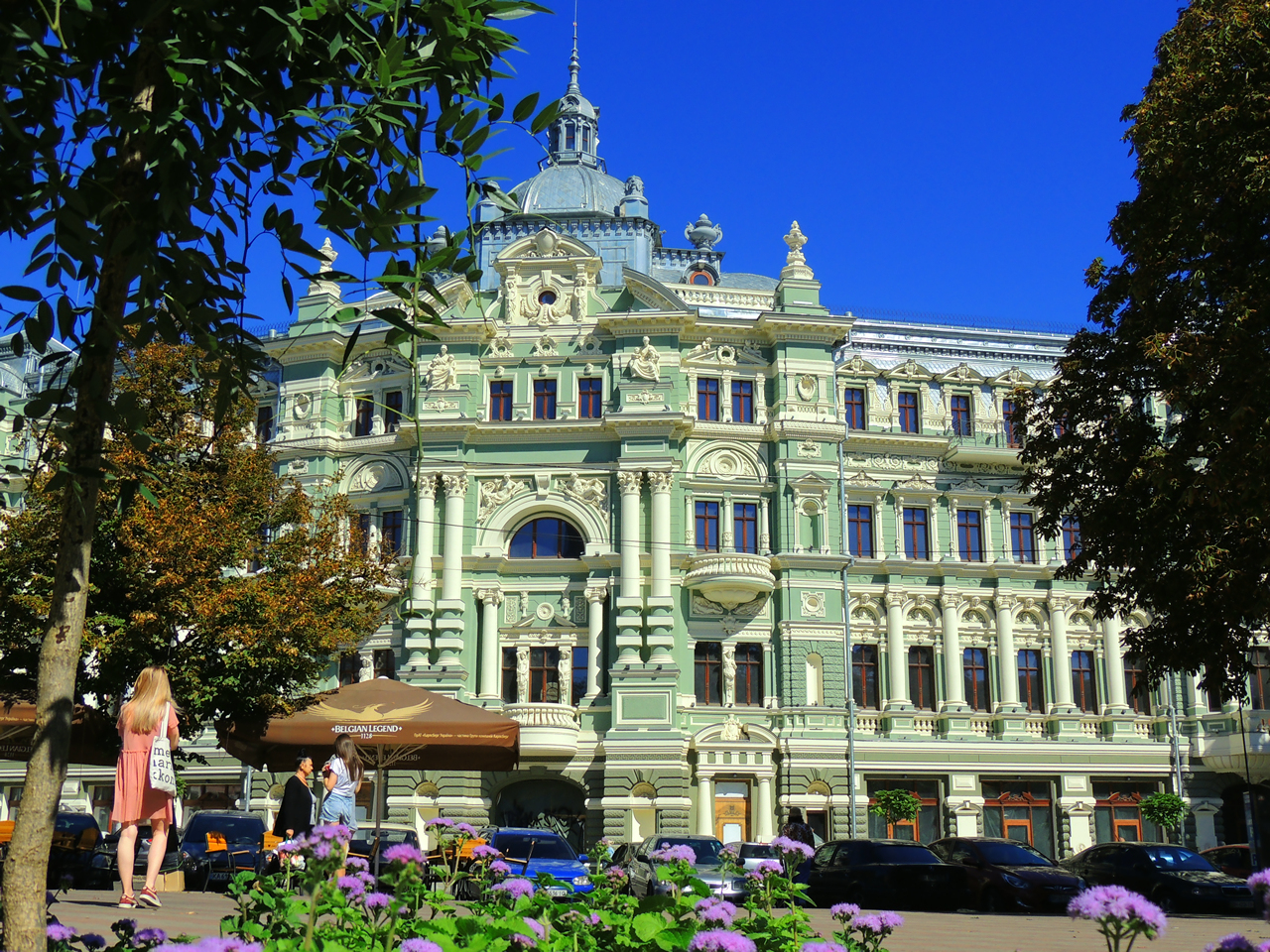
La Casa Russov
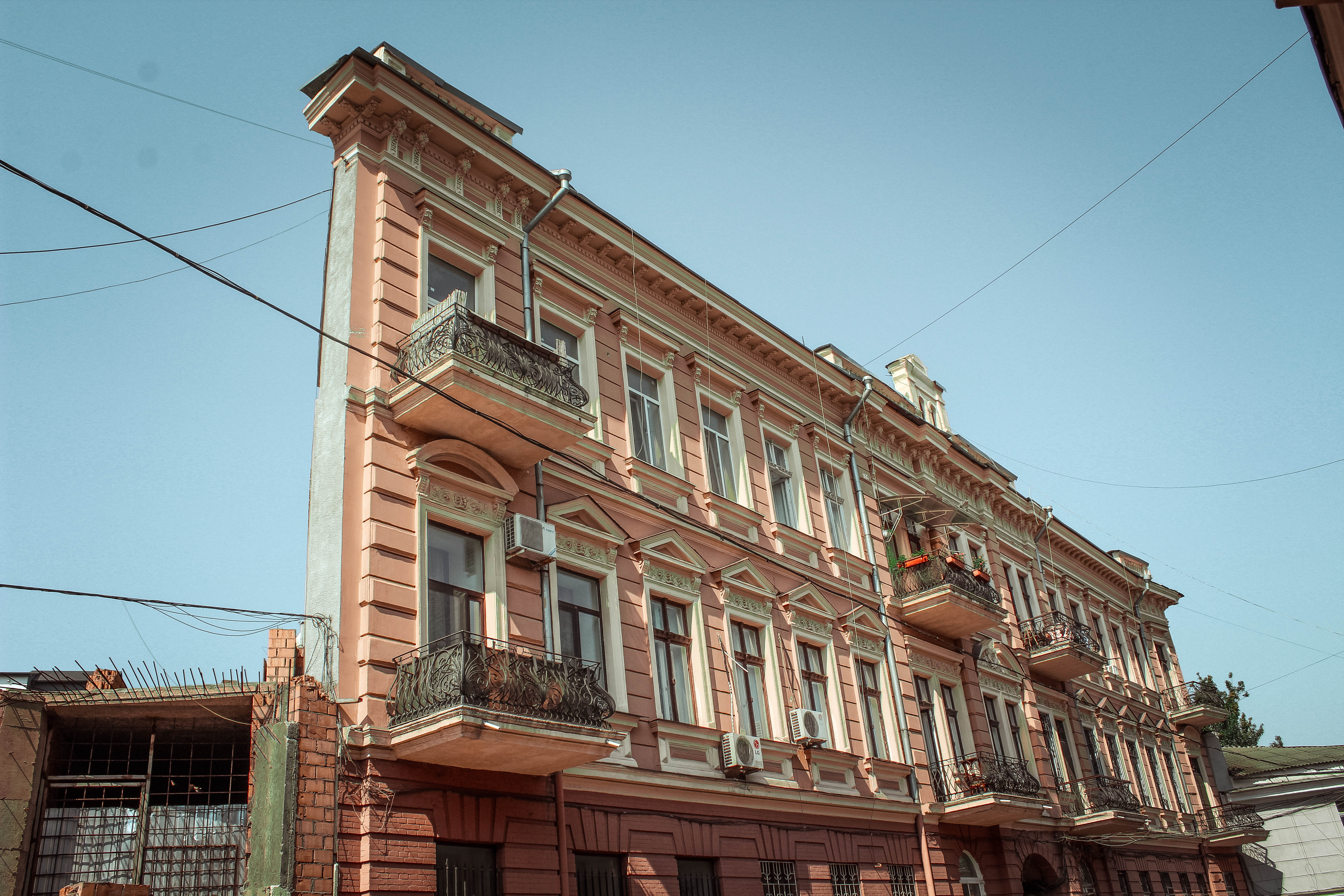
La casa del muro
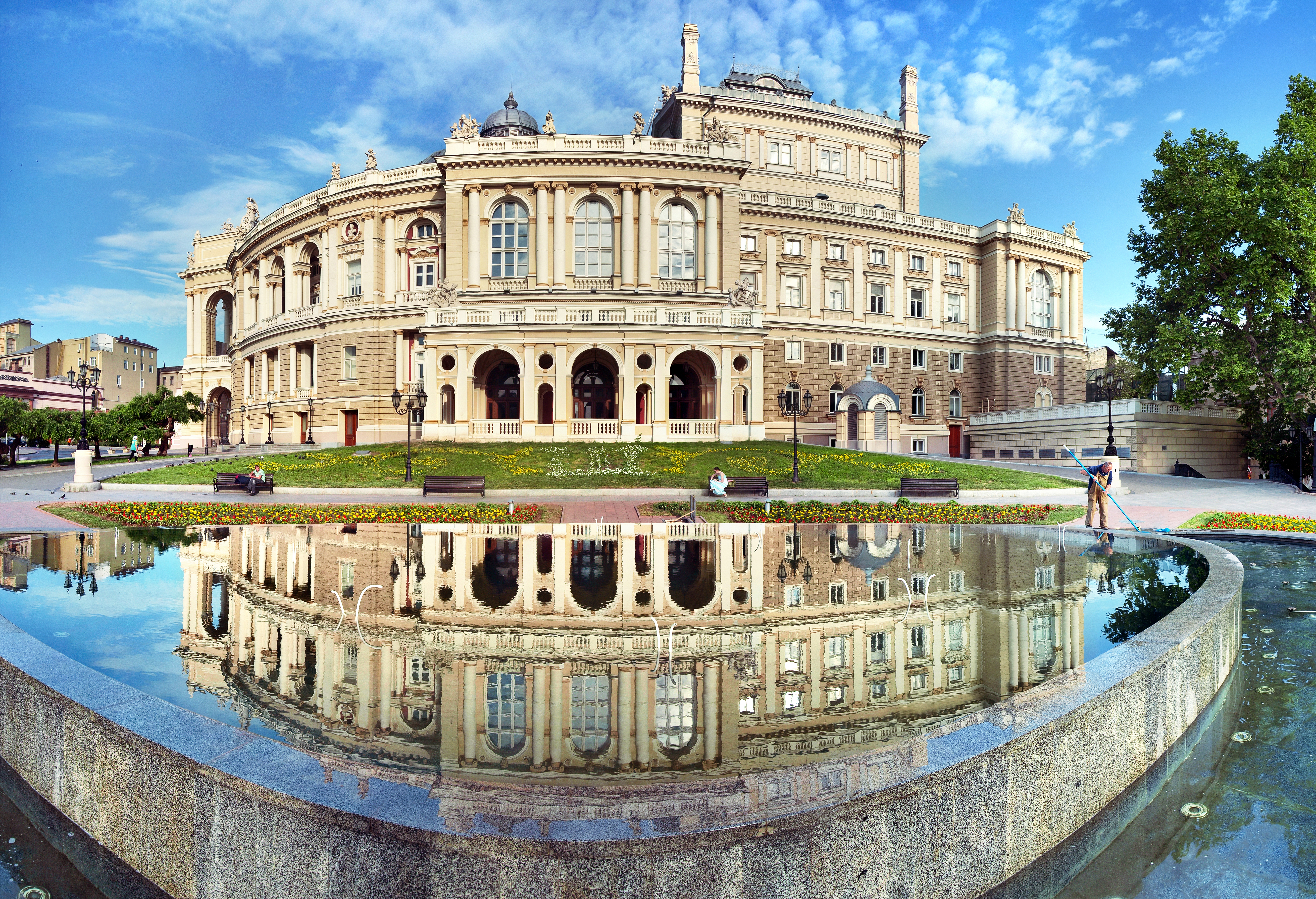
La Casa de la Ópera
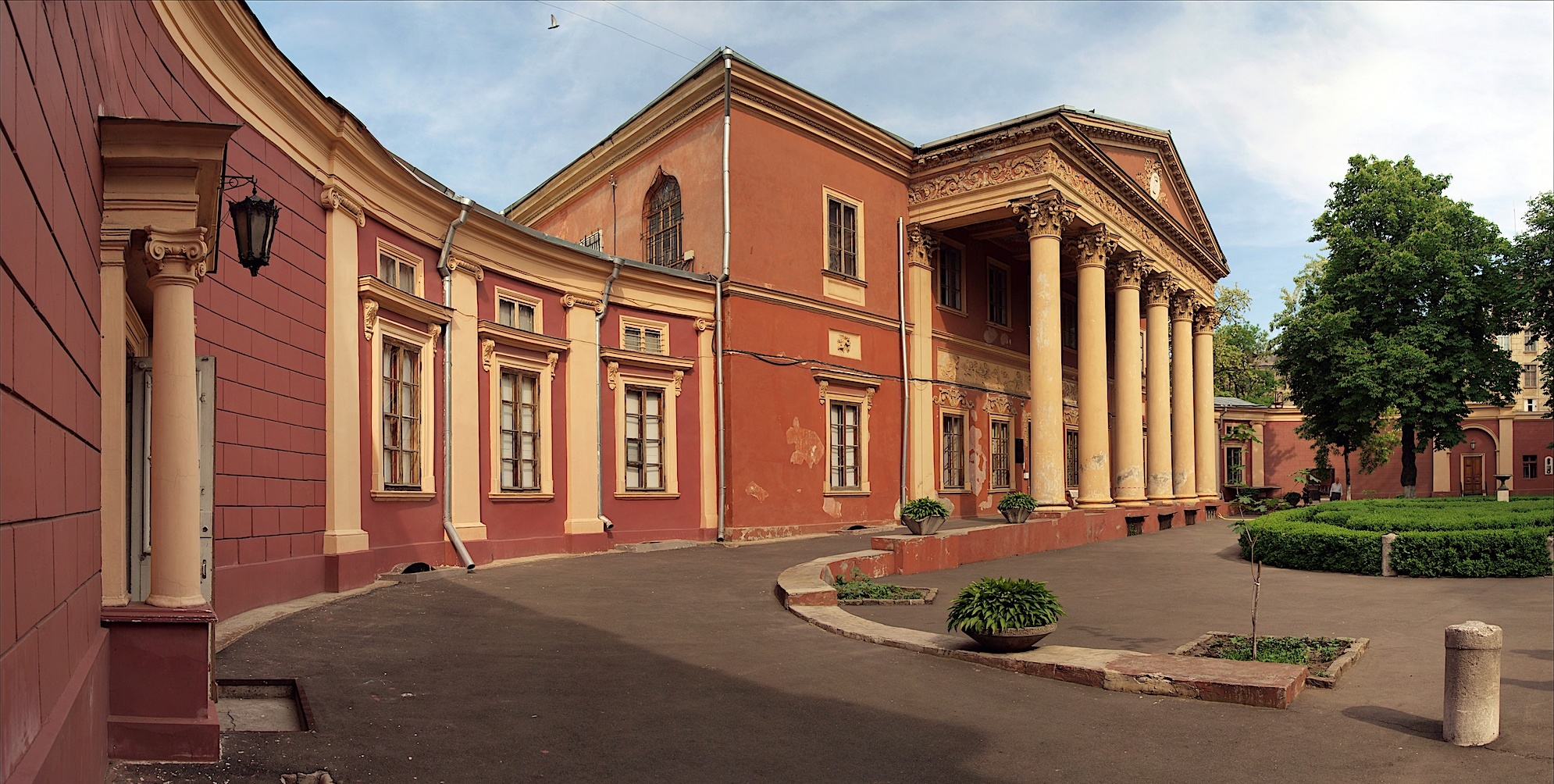
Palacio Potocki
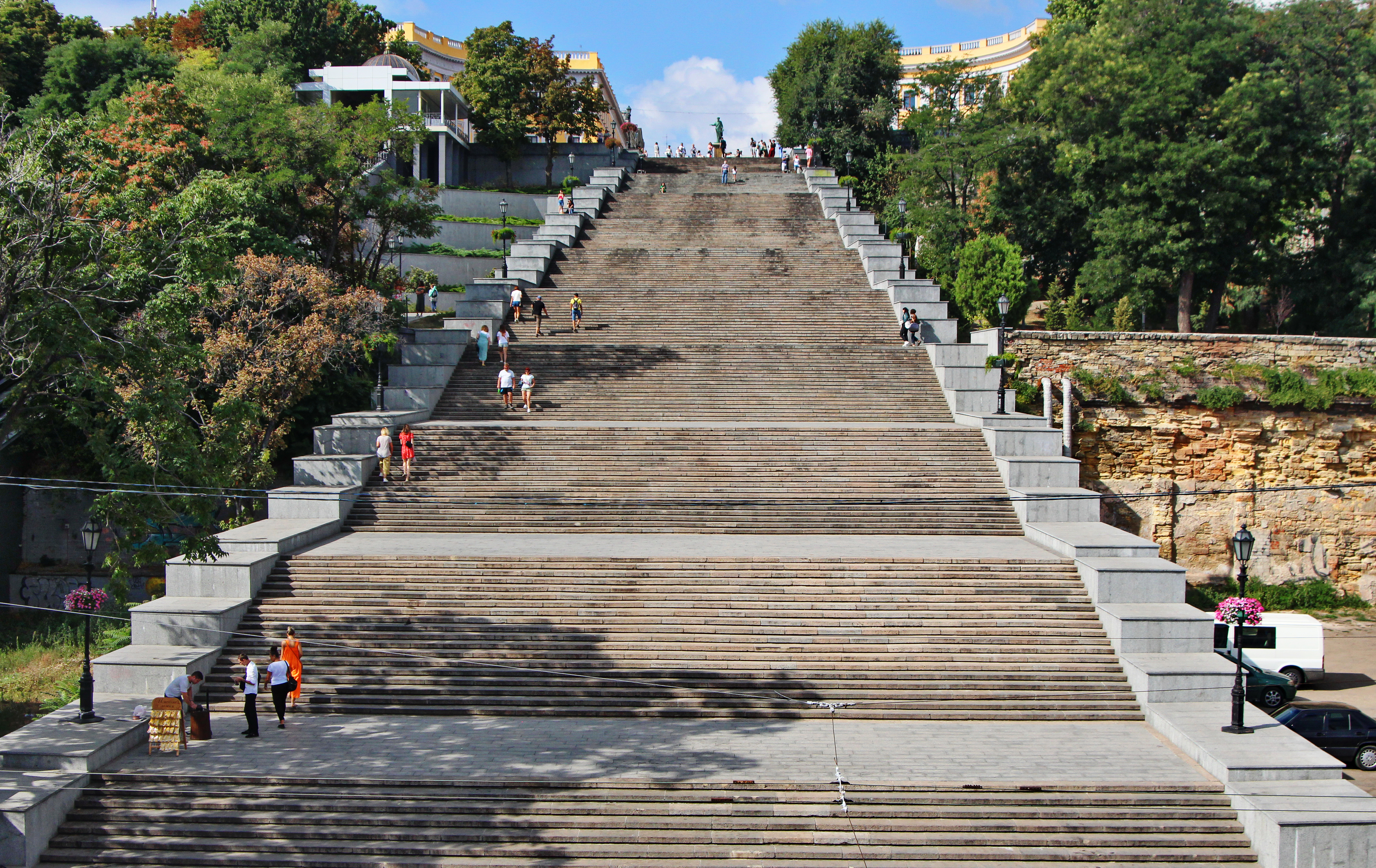
Escaleras Potemkin
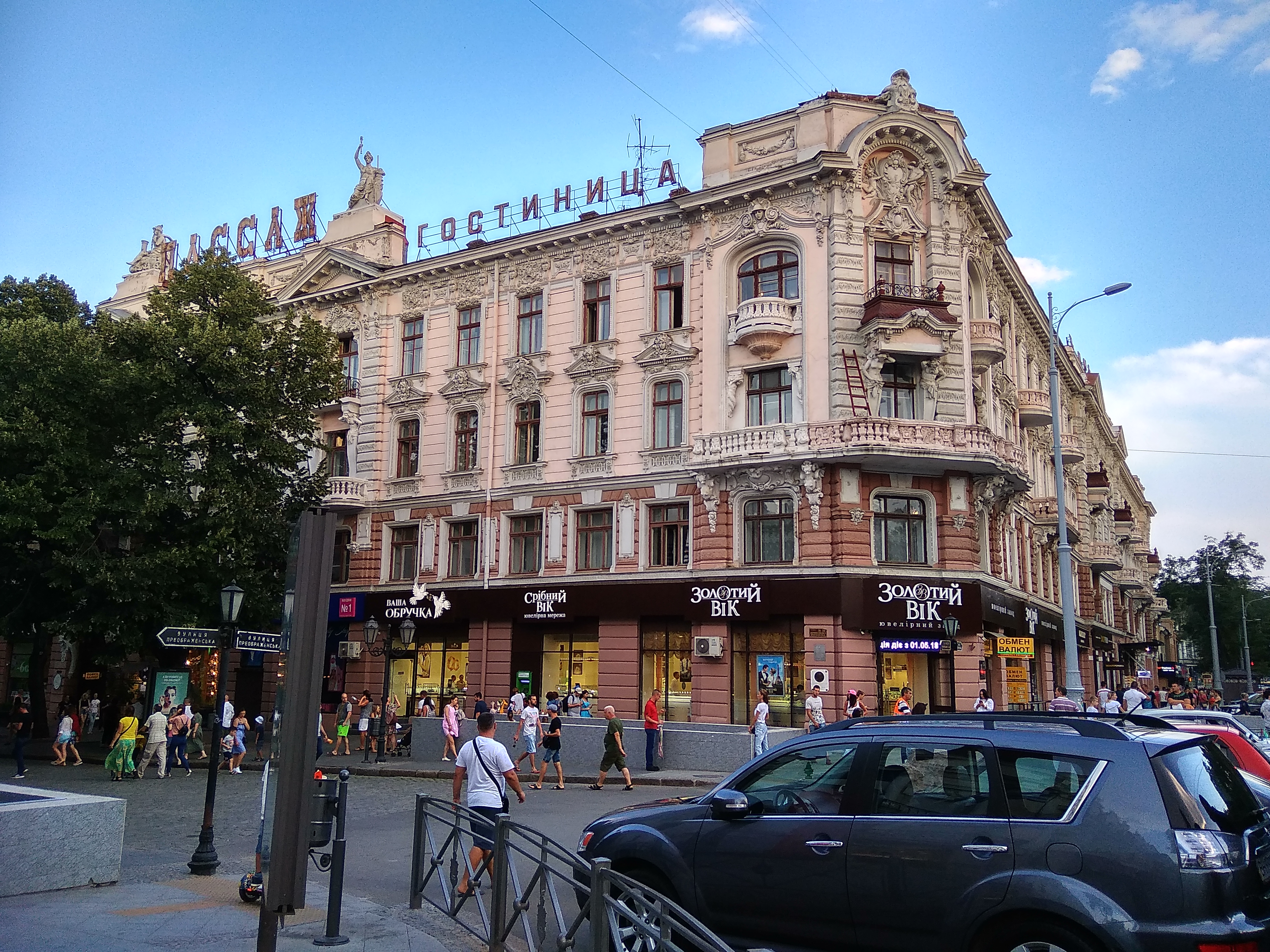
Hotel Passage
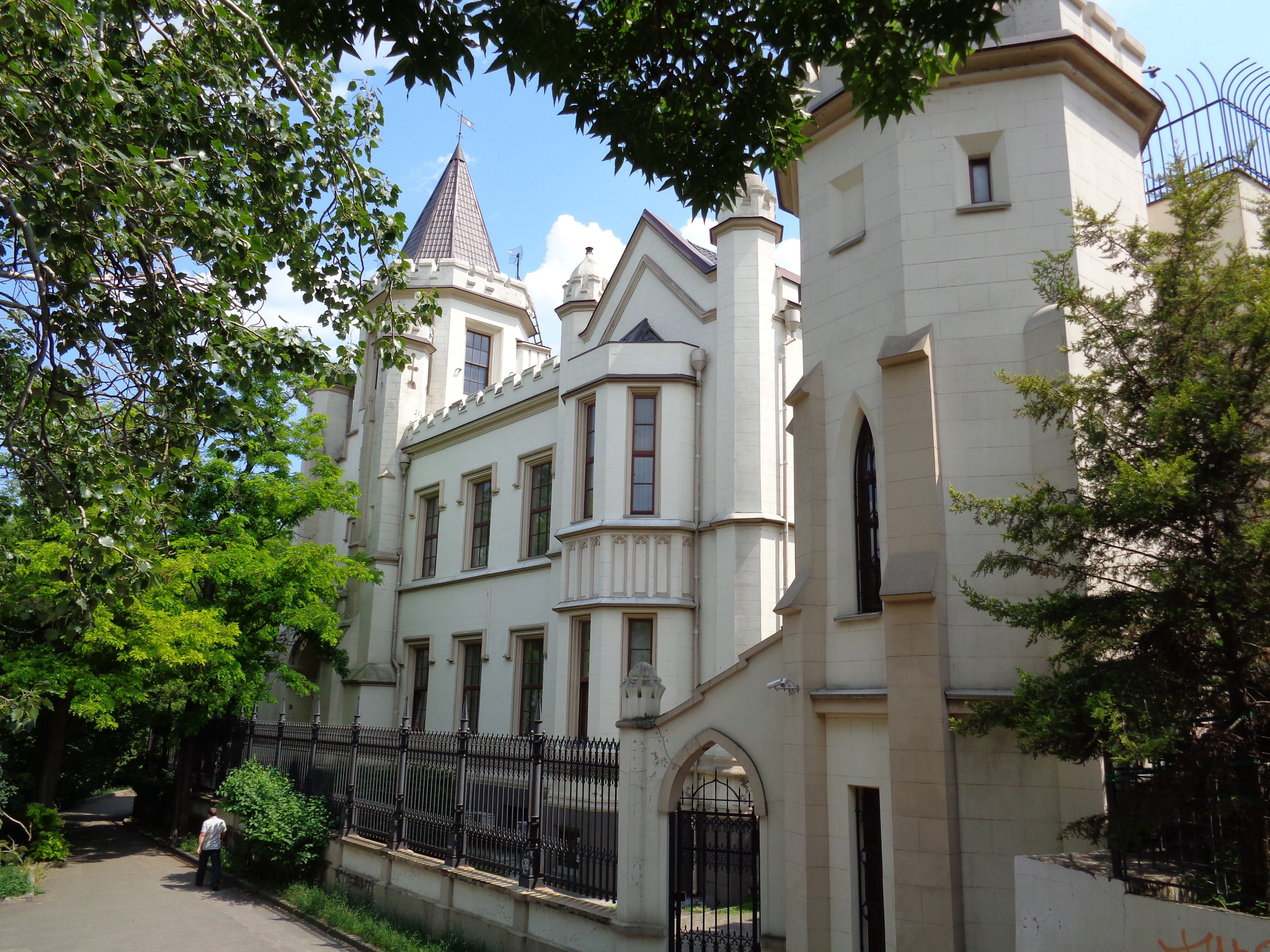
Palacio Bzhozovsky
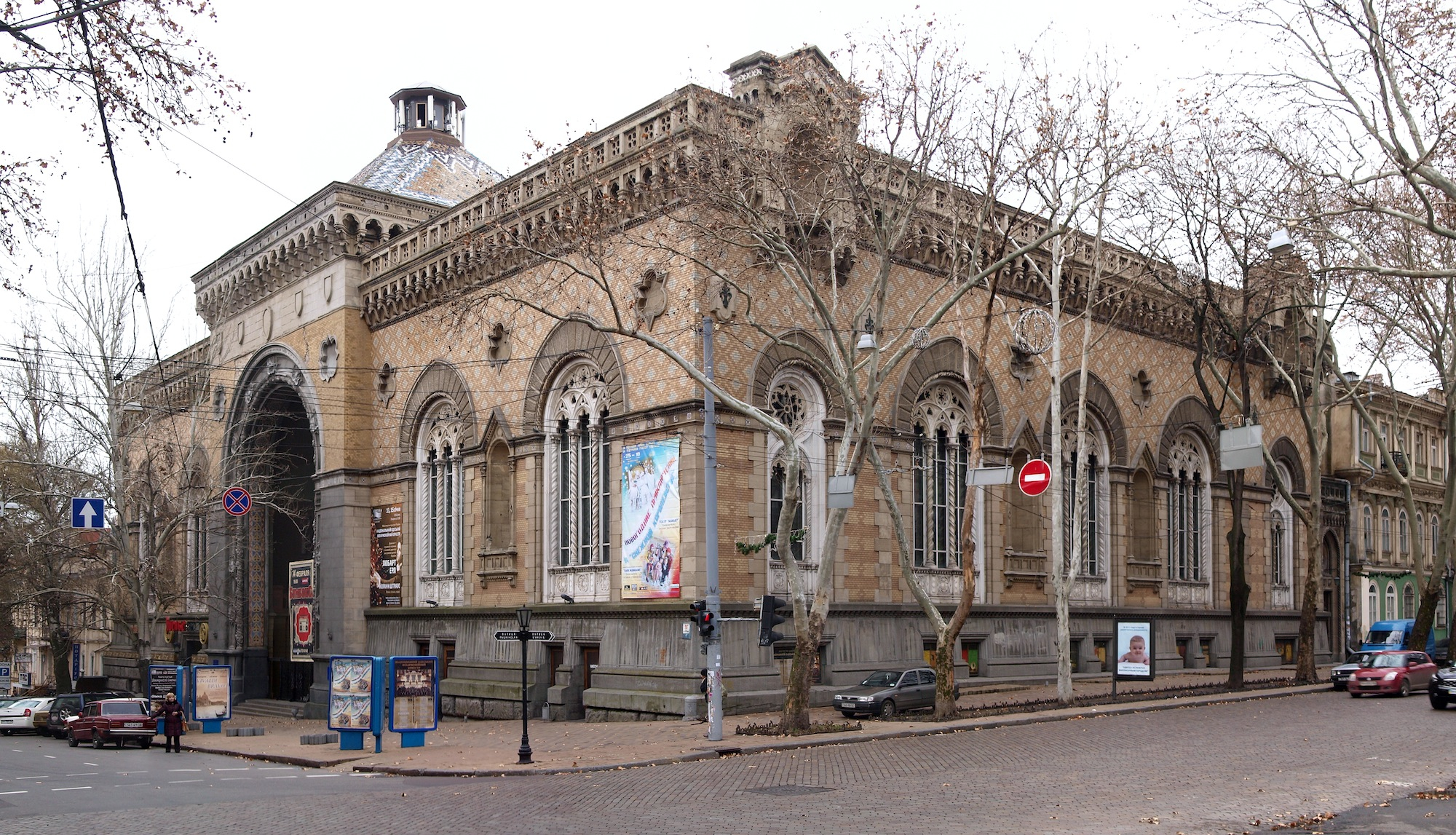
La Filarmónica, antigua bolsa de valores
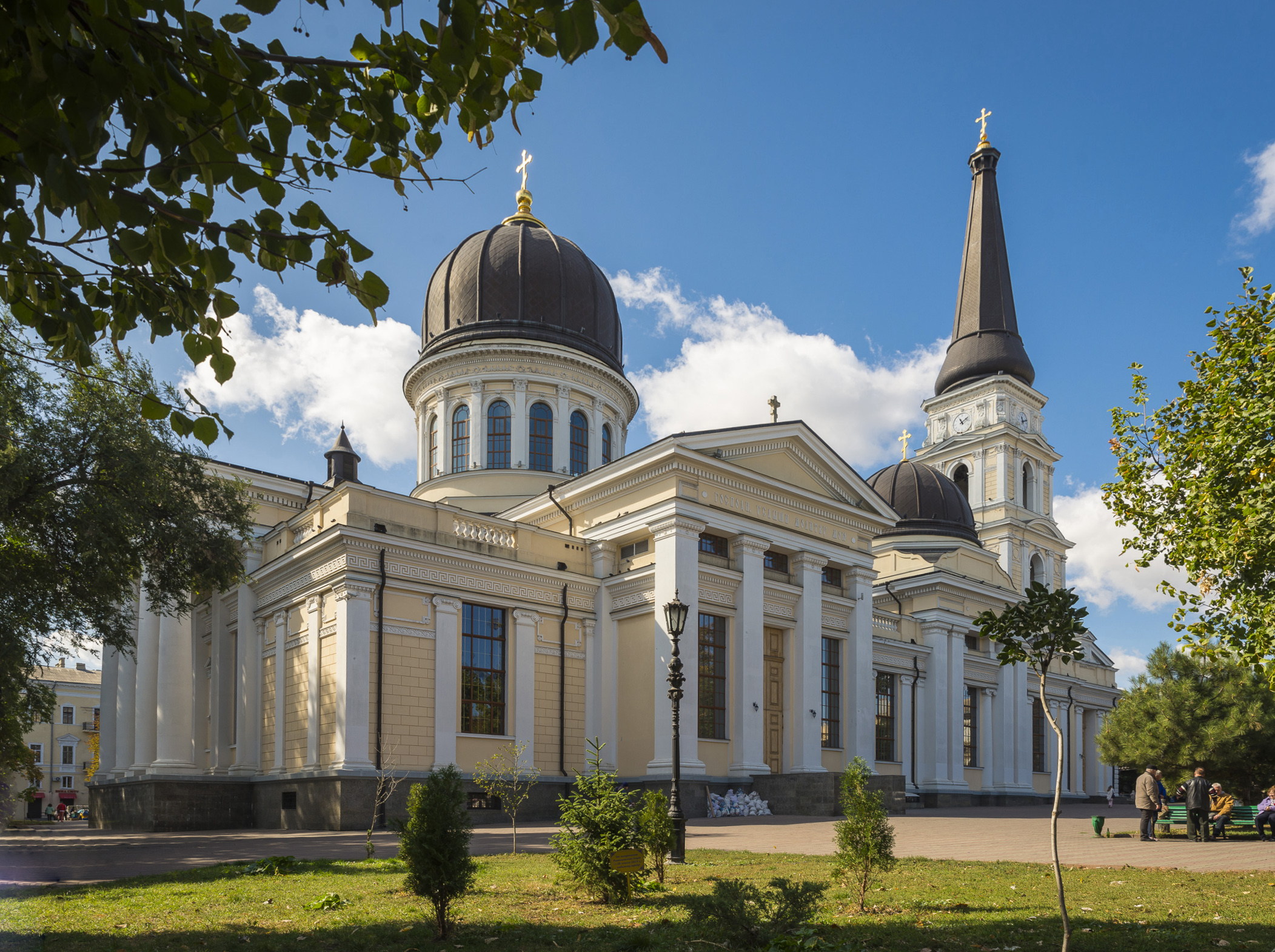
La Catedral de la Transfiguración, la catedral ortodoxa más grande de Odesa
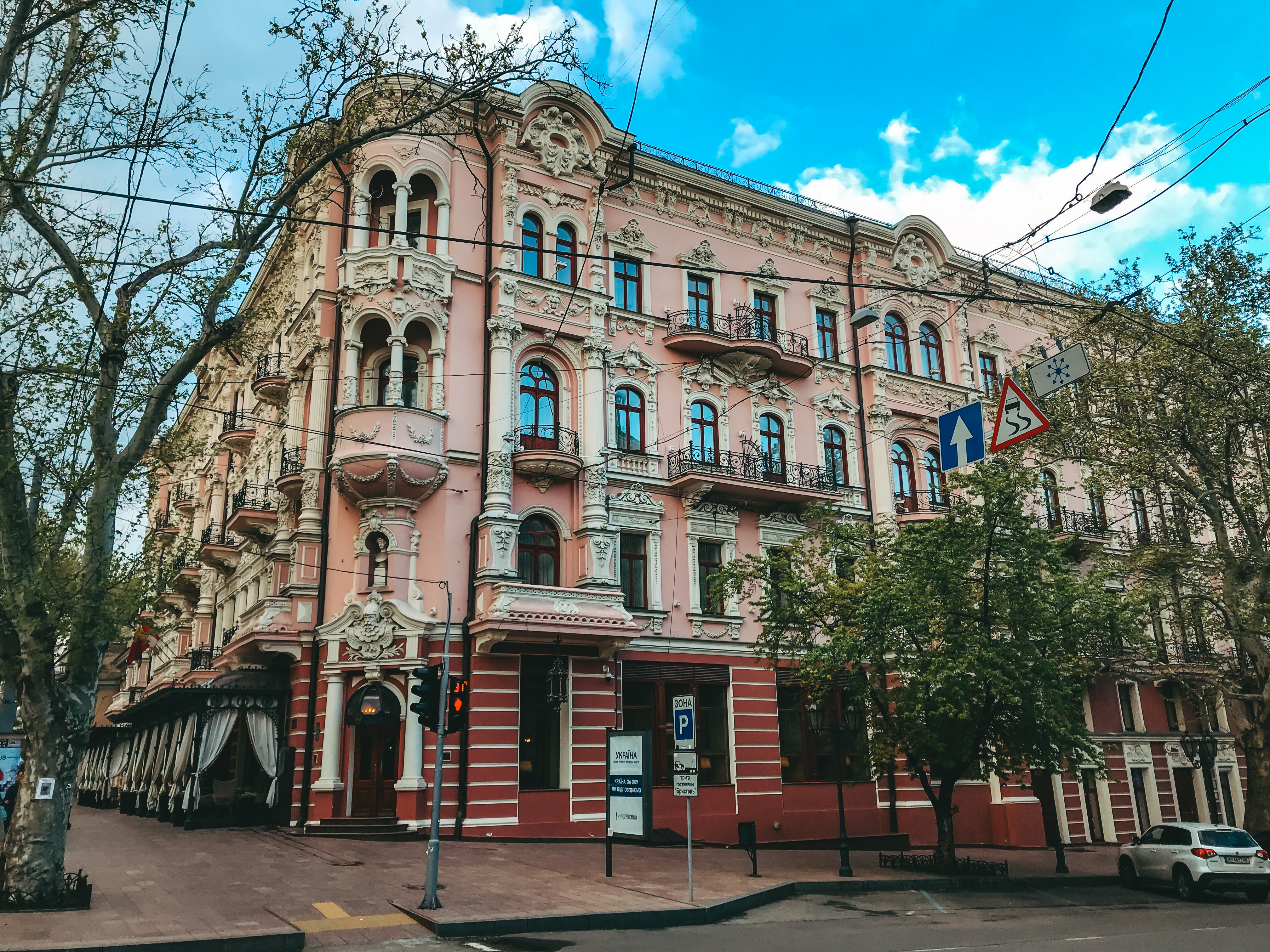
Hotel Bristol
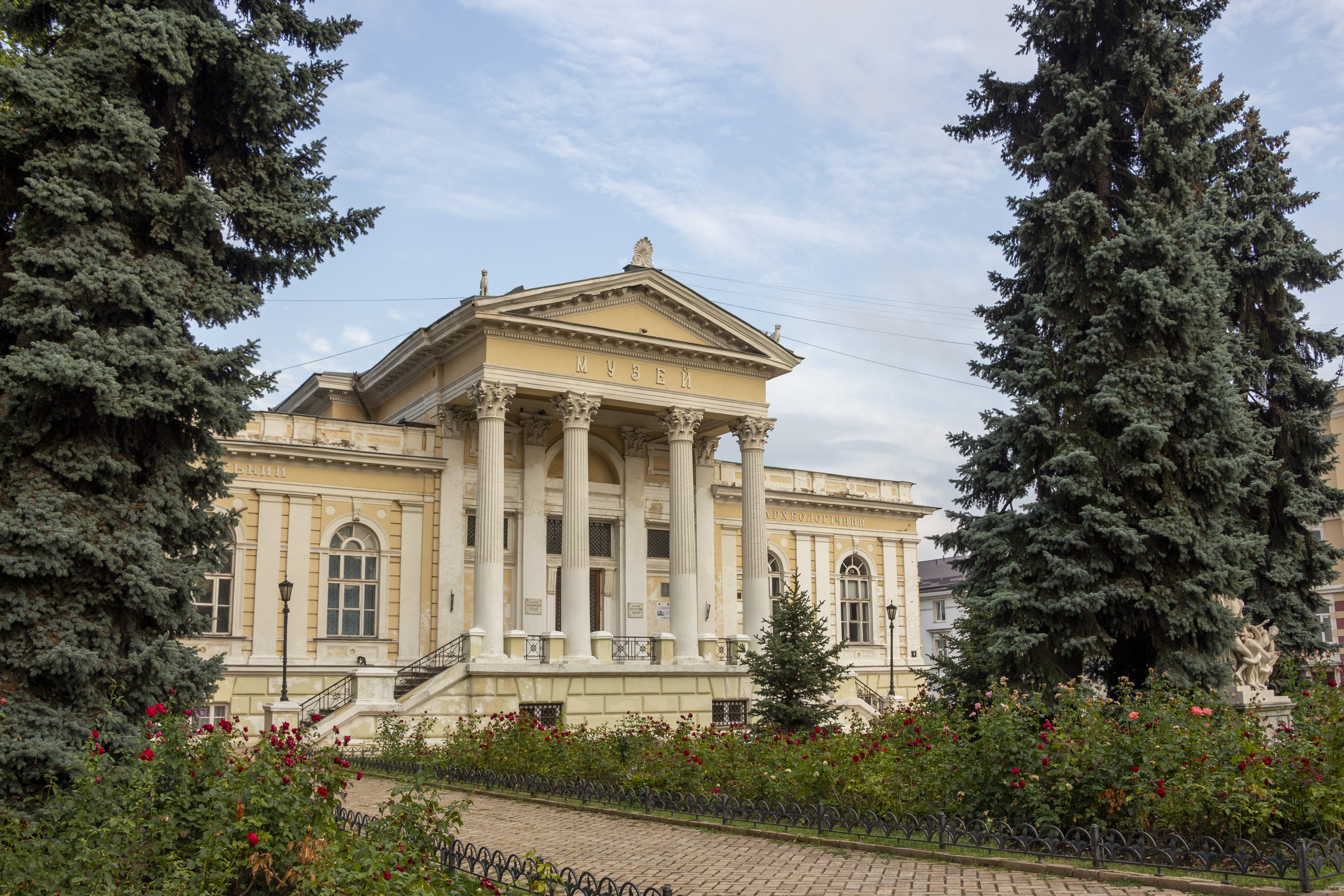
Museo Arqueológico
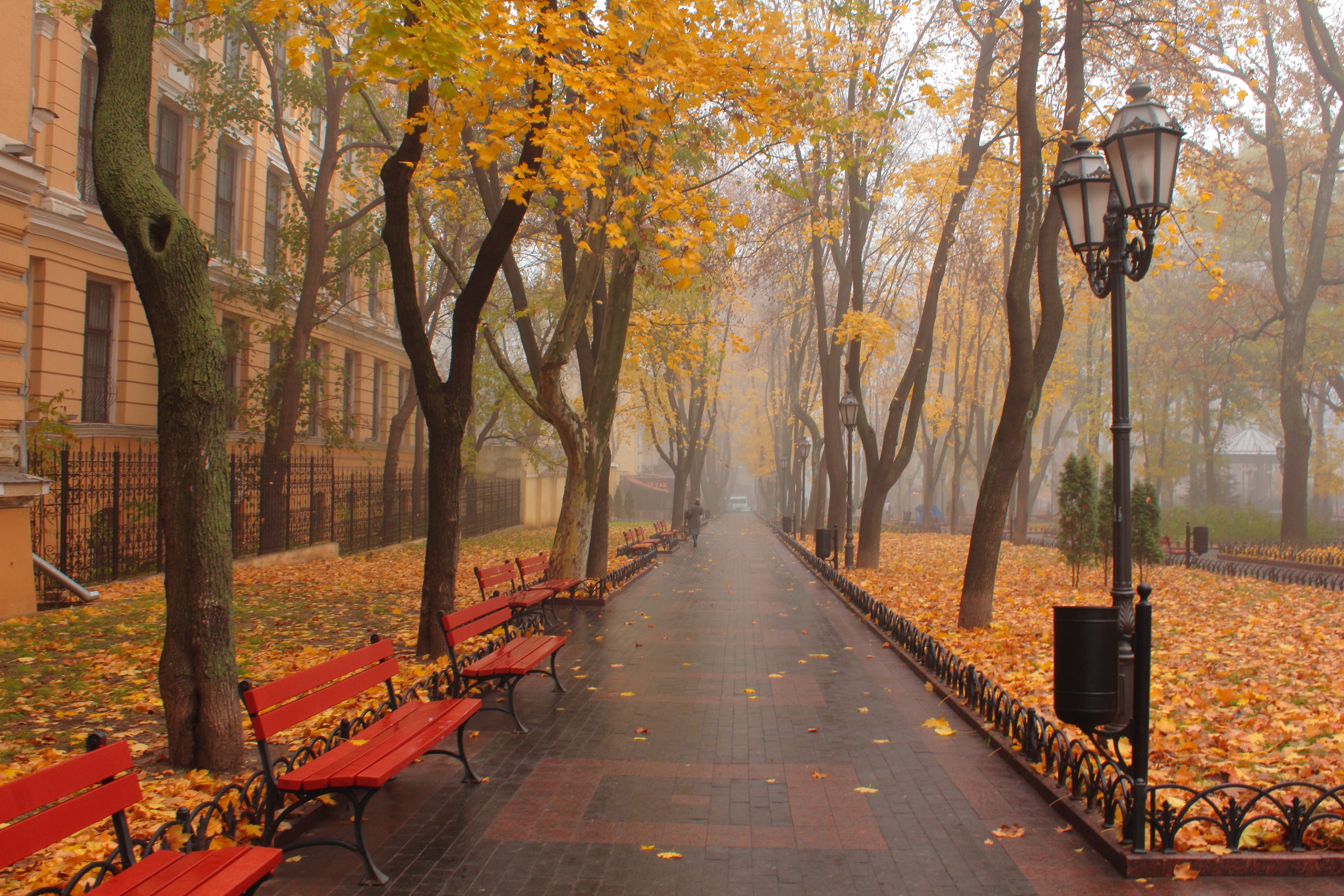
Jardín urbano

## Otros

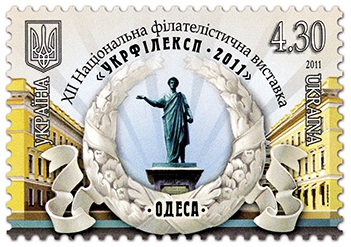
Un sello ucraniano que presenta uno de los monumentos de la plaza.
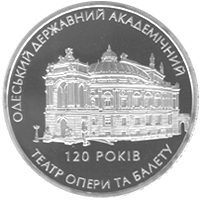
Una moneda conmemorativa del 120 aniversario de la Ópera de Odesa